# Bailong Jiang
Bailong Jiang (kinesiska: 白龙江) är ett vattendrag i Kina. Det ligger i provinsen Sichuan, i den sydvästra delen av landet, omkring 240 kilometer nordost om provinshuvudstaden Chengdu.
Genomsnittlig årsnederbörd är 1 229 millimeter. Den regnigaste månaden är juli, med i genomsnitt 336 mm nederbörd, och den torraste är december, med 2 mm nederbörd.